# HMAS Norman (G49)
«Норман» (G49) (англ. HMAS Norman (G49) — військовий корабель, ескадрений міноносець типу «N» Королівських військово-морських флотів Великої Британії та Австралії за часів Другої світової війни.
«Норман» був закладений 27 липня 1939 на верфі компанії John I. Thornycroft & Company, Вулстон. 15 вересня 1941 року увійшов до складу Королівського флоту Австралії, хоча номінально залишався у складі флоту Британії.

## Історія
HMAS «Норман» після завершення ходових випробувань у жовтні 1941 року був визначений для доставлення британської делегації профспілок з Ісландії до Радянської Росії. З того часу залучався до ескорту та супроводження кораблів і суден у Північній Атлантиці. З початку 1942 року включений до Східного флоту Великої Британії й переведений на Індійський океан. З січня по травень 1942 року виконував бойові завдання з ескорту транспортних конвоїв на цьому театрі війни. У червні взяв участь в операції «Вігорос» — спробі Королівського військово-морського флоту Великої Британії провести конвой на Мальту під час битви на Середземному морі. Операція «Вігорос» проводилась одночасно з операцією «Гарпун».
Після завершення операції на Середземному морі, корабель повернувся до Індійського океану та у вересні 1942 року взяв активну участь у вторгненні на французький Мадагаскар. 
Після завершення операції на Мадагаскарі до початку 1944 року виконував завдання з протичовнового патрулювання морських комунікацій на океанських просторах та прибережних водах, супроводжував конвої та кораблі й судна. Наприкінці березня 1944 року «Норман» прибув на плановий ремонт до доків Сіднея. Наприкінці червня, есмінець закінчив курс відновлювальних робіт та повернувся до бойового складу Східного флоту.
У січні 1945 року «Норман» увійшов до складу сил, що здійснювали підтримку дій наземних військ у Бирманській кампанії. 21 січня він брав участь у підтримці індійських військ на острові Рамрі, як складовій частині операції «Матадор». Згодом обстрілював позиції японських військ на острові Чедуба напередодні висадки підрозділів Королівської морської піхоти.
1 березня корабель повернувся до Австралії, а у квітні-травні 1945 року брав активну участь в морській десантній операції із захоплення японського острову Окінава. Однак, до кінця кампанії він був визначений для супроводу пошкодженого у морському зіткненні есмінця «Квілліам», якого Норман тягнув на буксирі до острова Лейте. Після доставлення «Квілліама» до порту призначення «Норман» приєднався до 5-го американського флоту.
У липні 1945 року есмінець продовжив службу на деокупованому після японців острові Манус в однойменній провінції в Новій Гвінеї. Виконання завдань тривало до капітуляції Японської імперії та закінчення Другої світової війни.
У жовтні 1945 року есмінець HMAS «Норман» повернувся до Сіднея, та згодом повернувся до Королівського флоту Британії; на заміну його прибув до Австралії ескадрений міноносець типу «Q» «Квінборо». У 1955 році корабель був проданий, а в 1958 — розібраний на брухт.